# Acanthobodilus languidulus
Acanthobodilus languidulus är en skalbaggsart som beskrevs av Schmidt 1922. Acanthobodilus languidulus ingår i släktet Acanthobodilus och familjen Aphodiidae. Inga underarter finns listade i Catalogue of Life.